# Otto Schutte
Otto Schutte (Amsterdam, 29 januari 1938) was secretaris van de Hoge Raad van Adel.

## Biografie
Schutte werd geboren in Amsterdam als zoon van ir. Otto Schutte (1889-1966), hoofdingenieur bij de Nederlandse Spoorwegen, en diens tweede echtgenote Joukje Appeldoorn (1900-1991), kinderarts en model voor de persoon van Anna Heldering in de Anton Wachterromans van Simon Vestdijk. Rond zijn 15e verhuisde hij met zijn ouders naar De Steeg. Na het gymnasium studeerde hij rechten aan de Universiteit Leiden, studeerde af in 1964 en vervulde daarna zijn militaire dienstplicht. Vervolgens ging hij werken bij het Algemeen Rijksarchief en voltooide de archiefopleiding. Per 1 september 1968 trad hij aan als secretaris van de Hoge Raad van Adel hetgeen hij tot zijn pensioen op 1 februari 2003 bijna 35 jaar zou blijven. Hij werd in die functie opgevolgd door Egbert Jan Wolleswinkel.
Tussen 1976 en 1991 was hij hoofdredacteur van De Nederlandsche Leeuw en werd in 1983 tot erelid van het Koninklijk Nederlandsch Genootschap voor Geslacht- en Wapenkunde benoemd. In DNL debuteerde hij in 1957 met een artikel over de familie van zijn moeder uit Harderwijk. Daarna publiceerde hij nog tientallen artikelen in DNL, met name over nieuwe gemeentewapens.